# Полюшко-поле (песня)
«Полюшко-поле» — советская песня, которая благодаря своей широкой популярности считается в массовом сознании народной. В действительности песня имеет своих авторов: музыка написана в 1933 году композитором Львом Книппером, автор слов — поэт Виктор Гусев. Мелодия песни стала главной темой первой части (Andante maestoso. Allegro) 4-й симфонии Льва Книппера «Поэма о бойце-комсомольце», завершённой в 1934 году.

## История создания

### Официальная версия
По воспоминаниям профессора Московской государственной консерватории, доктора искусствоведения Т. А. Гайдамович, Л. Книппер рассказывал, что мотив песни он сочинил случайно во время отдыха на даче с друзьями, когда те попросили его что-нибудь исполнить. «Меня усадили за расстроенное пианино „услаждать слух“. И вот тут-то как импровизация и родилась эта, ставшая столь популярной, тема-песня вместе с текстом „Полюшко-поле“». Когда появилась мелодия, композитор обратился к поэту Виктору Гусеву, который и написал на неё профессиональный стихотворный текст:
Полюшко-поле,

Полюшко, широко поле.

Едут по полю герои,

Эх, да Красной Армии герои!

Девушки плачут,

Девушкам сегодня грустно,

Милый надолго уехал,

Эх, да милый в армию уехал…
Симфония № 4 «Поэма о бойце-комсомольце» Льва Книппера, в которой первоначально прозвучала мелодия «Полюшко-поле», впервые была исполнена в 1934 году Симфоническим оркестром Всесоюзного радио под управлением А. В. Гаук. Трубач Георгий Орвид, игравший в то время в этом оркестре, вспоминал:

Мы все сразу полюбили песню «Полюшко-поле» и как-то говорим композитору: «Какую красивую русскую народную песню вы нашли!» Сконфуженный, он нам ответил: «Это не фольклорная песня, именно я её написал».
Из письма тёти композитора Ольги Леонардовны Книппер-Чеховой актрисе М. П. Лилиной 22—25 февраля 1934 года:

…23-го утром было «Воскресение», а вечером в Большом зале Консерватории шла первый раз Лёвина [Льва Книппера] 4-я симфония: «Поэма о бойце-комсомольце», очень монументальное произведение и очень эмоциональное. Вы представляете себе моё волнение! Я не судья, но от многих слышала серьёзные отзывы, и писали о нём как о мастере и трепетном художнике. В этой симфонии есть чудесная песня «Поле, полюшко», которую уже поют в концертах с большим успехом. После концерта, в котором играли в первом отделении Вагнера и Берлиоза (это соседство меня пугало, но книпперовская музыка не пострадала и имела очень хороший успех)…
Ноты песни в максимально упрощённом изложении для фортепиано под названием «Степная кавалерийская (Полюшко-поле)» включены в популярную, выдержавшую с 1957 по 1984 год двадцать одно переиздание, двухтомную хрестоматию наиболее популярных в СССР народных и композиторских произведений "Сборник фортепианных пьес, этюдов и ансамблей для начинающих" (составители С. Ляховицкая и Л. Баренбойм).

### Альтернативная версия
По словам доцента Московской военной консерватории, кандидата исторических наук В. С. Цицанкина, история создания песни достаточно сложная, как и история самого Л. Книппера, который её написал. В 1917 году Лев Константинович Книппер, сын начальника технического управления Министерства путей сообщения в правительстве адмирала Колчака, добровольцем пошёл служить в Белую армию, служил офицером конно-артиллерийского дивизиона и в 1920 году был эвакуирован из Крыма в составе Русской армии Врангеля. Существует закрытый период его биографии с 1920 до 1924 года. В 1921 году Лев Книппер был завербован отделом ОГПУ и стал секретным агентом советской разведки.
Белорусский актёр театра и кино С. Л. Кравец в документальном фильме «Песни Победы» озвучил версию, что белогвардейское прошлое Льва Книппера дало повод для пересудов. Поговаривали, что песня «Полюшко-поле» была написана ещё в 1919 году и звучала в те времена так:
Полюшко-поле,

Полюшко, широко поле.

Едут по полю партизаны

С красными бандитами сражаться

Едут, поедут

Тихо запевают песню

Про свою казачью славну долю

О России-матушке кручинясь…
Однако в фильме однозначно говорится о том, что никаких документальных доказательств данной версии не существует. Вполне вероятно, что эта легендарная версия, как и множество подобных фольклорных версий, появилась после распада СССР на волне неприятия всего советского.

## Исполнители
Вслед за успехом в Советском Союзе, где песня, к примеру, входила в репертуары Леонида Осиповича Утёсова и Никандра Сергеевича Ханаева, она стала приобретать популярность и за рубежом. В 1945 году «Полюшко-поле» исполнялась во время открытия Международного конгресса молодежи в Лондоне, в 1947 — I Всемирного фестиваля молодежи и студентов в Праге. Известный американский дирижёр Л. Стоковский назвал её «лучшей песней XX века».

### География исполнения
На протяжении более 70 лет песня «Полюшко-поле» с некоторыми отличиями в тексте входит в репертуары многих популярных певцов и хоров, её мелодия — в репертуары симфонических, духовых, фольклорных и джазовых оркестров и ансамблей с географией от США, где её исполняли известный певец Поль Робсон и мандолинист Дейв Аполлон (en:Dave Apollon), до Японии, где песня во второй половине XX века входила в репертуар квартета Royal Knights («Ройял Найтс») (одноимённый альбом 1969 года), а в конце ХХ начале XXI века исполнялась японской певицей русского происхождения Оригой. Песня с сильно изменённым текстом входила в её альбомы: Eien (Eternal) 1998), The Best Of Origa (1999); в новой аранжировке в 2005 году песня вошла в альбом Aurora. Ливанская певица Файруз в мюзикле Лулу (1974) исполнила песню на мелодию «Полюшко-поле» с арабским текстом лирического содержания كانوا يا حبيبي (Кану йа хабиби). Большую популярность в Европе песня приобрела благодаря итальянской эстрадной певице Мильве (песня под названием Lungo la strada в разных вариантах исполнения и аранжировках входит в сольные альбомы певицы Canti della Libertà (1965) и Libertà (1975).

### Хоры и солисты
Песня исполнялась Краснознамённым ансамблем красноармейской песни под управлением А. Александрова, эмигрантским хором донских казаков Сергея Жарова (с изменённым текстом - в частности, "красной армии герои" заменены на "русской армии герои"), немецким певцом Иваном Ребровым, бельгийским — Хельмутом Лотти (альбом 2004 года From Russia With Love), хором Турецкого (песня вошла в их альбом 2007 года Музыка всех времён и народов) англичанином Марком Алмондом, японцем Масами Нака. В 2001 году песня «Полюшко-поле» вошла в сборник Песняры 2001 ВИА Песняры, впервые исполненная ими в 1983. Песня в исполнении Андрея Байкальца имеет совершенно другой текст. Также песня входит в репертуар популярной немецкой певицы российского происхождения Хелены Фишер. Джазовая версия с изменённым текстом есть у шведской джазовой певицы с русскими корнями Виктории Толстой в альбоме My Russian Soul 2008 года под названием Little Pretty.

### Инструментальное исполнение
В эстрадных и джазовых оркестровых переложениях «Полюшко-поле» звучало с 1944-го года. Первым, кто исполнил эту композицию в джазовой обработке, был оркестр ВВС США под управлением Гленна Миллера (Glenn Miller). Джазовое переложение песни для этого оркестра сделал популярный в эпоху свинга и биг-бендов аранжировщик Джерри Грей (Jerry Gray). Эта композиции известна как «Russian Patrol» (русский патруль) и является музыкальной данью уважения союзникам США во II мировой войне — СССР. В аннотации к партитуре есть второе название «Red Army March» (марш Красной Армии). Эта аранжировка с небольшими изменениями с большим успехом исполнялась и после войны оркестрами под управлением Текса Бенеке (США) (который возглавил оркестр Гленна Миллера после его трагической гибели над Ла-Маншем) и под управлением Джерри Грея (США). Джазовый биг-бэнд кларнетиста Бенни Гудмена (США) исполнил свою джазовую версию этой композиции во время гастролей по СССР в 1962 году. Концертная запись опубликована в альбоме Benny Goodman in Moscow. Композиция исполнялась цыганским оркестром M. Ионеско (Франция) (альбом Очи черныя (les yeux noirs), оркестром Поля Мориа (альбом 1965 года Russie de toujours (The Russian album).
Инструментальное исполнение песни под заглавием Kosaken Patrouille в кратком виде появилось в альбоме 1964 года Die gab’s nur einmal — FOLGE 2, а затем в развёрнутом виде вошло в альбом 1972 года Russland Zwischen Tag Und Nacht, записанные оркестром Джеймса Ласта. Под тем же названием она была записана в 1967 году на пластинке «Das große Platzkonzert — 2. Folge» в исполнении военного оркестра из ФРГ Luftwaffenmusikkorps 4, Hamburg под управлением майора Рудольфа Марренбаха.
В 2001 году оркестр Андре Рьё (Нидерланды) исполнял мелодию в концертной программе La vie est belle (первый концерт на открытой концертной площадке «Вальдбюне» в Берлине записан на DVD André Rieu. La vie est belle). В 2000 году французский джазовый пианист Джованни Мирабасси (fr:Giovanni Mirabassi) записал «Полюшко-поле» для своего альбома Avanti!
В 2008 году турецкий гитарист Эфкан Шешен записал мелодию для альбома Renkler ve Islıklar. Известный турецкий исполнитель на сазе Ахмет Коч в настоящее время (2010) использует композицию Polyushka Polye как музыкальное оформление на своём сайте «Ahmet Koç», с этой мелодией он выступал на телевидении, был снят музыкальный клип.
Ремикс «Полюшко-поле» в исполнении оркестра Поля Мориа и сингла «Drop It Like It’s Hot» американского рэпера Снупа Догга использовался в 2005 году в качестве музыкального сопровождения на показе мод от фирмы женского белья Victoria's Secret (The Victoria’s Secret Fashion Show Part 4: Sexy Russian Babes).
Мелодия использована группой Jedi Mind Tricks как минус для трека Design In Malice.

### Использование в рок-музыке
Существует много примеров использования мотива песни и её самой в композициях рок- и метал-групп, как зарубежных, так и отечественных:
| Год  | Группа             | Песня / композиция                            | Альбом / релиз                           |        |
| ---- | ------------------ | --------------------------------------------- | ---------------------------------------- | ------ |
| 1969 | Jefferson Airplane | Meadowlands                                   | Volunteers                               | [ 34 ] |
| 1972 | Elonkorjuu         | Captain                                       | Harvest Time                             | [ 35 ] |
| 1997 | Stahlhammer        | Polé                                          | Wiener Blut                              | [ 36 ] |
| 1999 | Corneus            | Darkness in Eternity                          | Visions of Hitler                        | [ 37 ] |
| 1999 | Blackmore's Night  | Gone with the wind                            | Under a Violet Moon                      | [ 38 ] |
| 2000 | Dark Lunacy        | Forlorn                                       | Devoid                                   | [ 39 ] |
| 2003 | Северные Врата     | Полюшко-поле                                  | Правь                                    | [ 40 ] |
| 2003 | Banda Bassotti     | Poliuouchka polie                             | Asi Es Mi Vida                           | [ 41 ] |
| 2006 | J.M.K.E.           | Veri Mullas                                   | Malestusi Eesti NSV’st                   |        |
| 2007 | Gamma Ray          | Empress                                       | Land of the Free II                      | [ 42 ] |
| 2008 | Sentenced          | Amok Run                                      | The Glow of 1000 Suns / Amok Run (сингл) | [ 43 ] |
| 2009 | Powerwolf          | Werewolves of Armenia                         | Bible of the Beast                       | [ 44 ] |
| 2011 | Пикник             | Полюшко-поле                                  | Три судьбы                               |        |
| 2011 | Хелена Фишер       | Poluschko Pole                                |                                          |        |
| 2014 | MystTerra & Велес  | Полюшко-поле                                  | Полюшко-поле (Single)                    |        |
| 2015 | Little Big         | Polyushko Polye                               | Funeral Rave                             | [ 45 ] |
| 2015 | Aura               | Полюшко-поле                                  | От героев былых времен (EP)              |        |
| 2016 | Faun               | Federkleid                                    | Midgard                                  |        |
| 2016 | Project Pitchfork  | Blind Eye                                     | Look Up, I’m Down There                  |        |
| 2018 | Aeterna            | Полюшко-поле                                  | Легенда начинается                       |        |
| 2022 | Shortparis         | Полюшко-поле (к/ф «Капитан Волконогов бежал») |                                          |        |
| 2025 | Red Leather        | Сan't get high                                |                                          | [ 46 ] |

### Использование в кино и мультипликации
- «Шоу Бенни Хилла», сезон 12 эпизод 03 (1969) и сезон 04 эпизод 10 (25.03.1981), скетч «The Georgian Dancers» — композиция представлена в обработке Ronnie Aldrich & His Orchestra[47].
- Также кавер-версия этой песни есть в игре World of Tanks.
- Мелодия песни звучит в советском мультфильме 1971 г. «Песни огненных лет».
- Песню можно услышать в модификации Call of Warhammer для игры Medieval II: Total War как музыку Кислева.
- Песня исполняется красноармейцами в комедии Билли Уайлдера «Зарубежный роман/A Foreign Affair» (1948) в зале кабаре.
- В исполнении группы Leningrad Cowboys в первой сцене художественного фильма Аки Каурисмяки «Ленинградские ковбои едут в Америку».
- Мелодия этой песни звучит в одном из начальных эпизодов фильма «Доживём до понедельника».
- Песня используется в фильме «Изгой».
- Мелодия песни звучит при атаке команды «Правда» в аниме-сериале Girls und Panzer.
- В начальных титрах фильма «Русские идут! Русские идут!» песня, как типичная советская песня в представлении авторов фильма, вместе с «Дубинушкой», смиксована с мотивом национальной американской песни «Янки-дудл».
- В трейлере игры World in Conflict: Soviet Assault.
- В комедийном сериале «Адаптация» на канале ТНТ.
- Ремикс песни в исполнении Schepetkov feat. 2WEI — In Russia (в России | Polyushka Polye) использовался в качестве фоновой темы короткого фильма о России в работе немецких операторов In Russia — в России[48]
- Песня исполняется персонажем фильма «Капитан Волконогов бежал» Веретенниковым (актёр Никита Кукушкин). Звучит она также в других эпизодах картины.